# Симионато, Джульетта
Джулье́тта Симиона́то (итал. Giulietta Simionato; 12 мая 1910, Форли, Италия — 5 мая 2010, Рим, Италия) — итальянская оперная певица (меццо-сопрано). С 1930-х по 1960-е годы спела в более чем 1800 оперных представлениях, главным образом на сцене театра «Ла Скала». Наряду с Эбе Стиньяни и Федорой Барбьери считается одной из выдающихся итальянских меццо-сопрано середины XX века.

## Биография

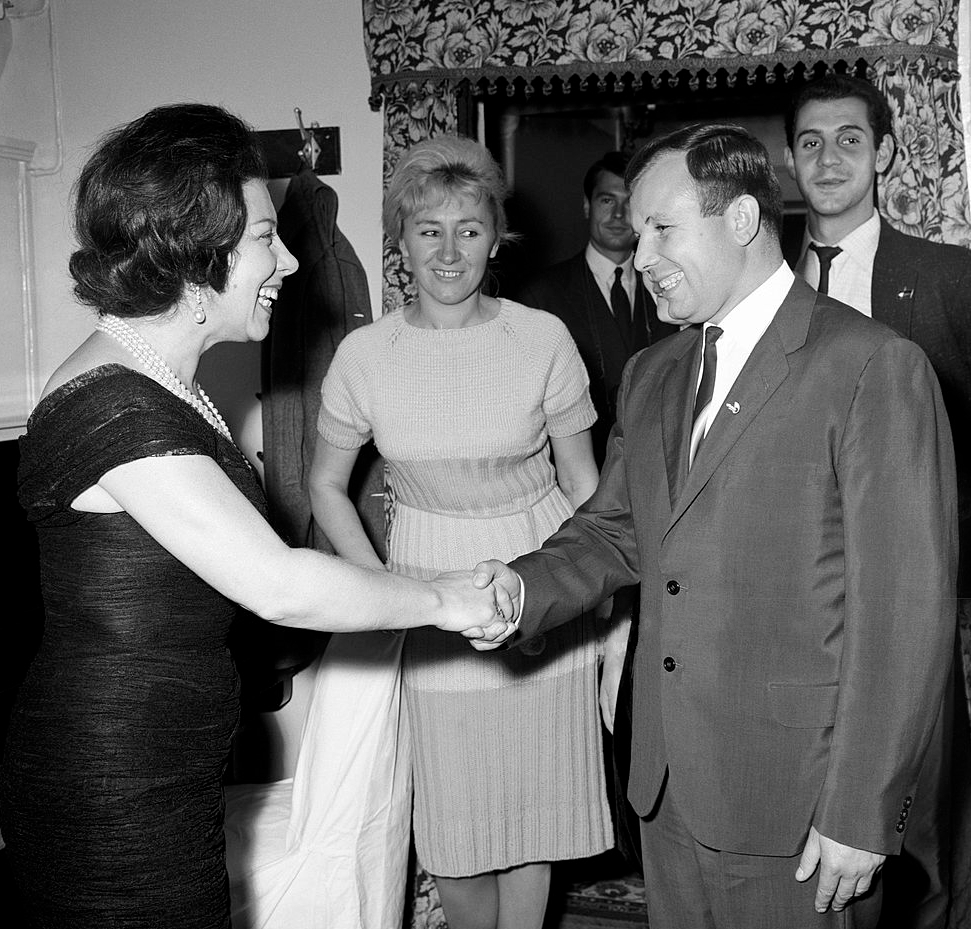
Симионато с Юрием Гагариным в Большом театре, 1964 г.

Дебютировала на оперной сцене в 1927 году в театре Ровиго. С 1935 года — на сцене Городского театра Флоренции. Победа на конкурсе дала молодой певице возможность прослушаться в «Ла Скала», с которым она и подписала в итоге свой первый трудовой контракт.
С 1937 года выступала главным образом в миланском театре «Ла Скала». Неоднократно исполняла оперные партии и на других знаменитых оперных площадках (в лондонском «Ковент-Гардене», нью-йоркской «Метрополитен-опере», Венской опере и т.д.), часто вместе с Марией Каллас. В 1964 году в составе труппы «Ла Скала» выступала в Москве.  В 1956 году удостоилась премии «Золотой Орфей».
Симионато славилась актёрской убедительностью и безупречностью вокальной техники: её контроль дыхания и мастерское легато позволяли ей без видимых усилий выдавать длинные, выразительные фразы. Её стиль был элегантным, почти аристократичным, акцентируя нюансировку вместо громогласности. Она выделялась среди соперниц универсальностью репертуара: критики хвалили её утончённость и теплоту в «Золушке», лёгкость и виртуозность в других операх Россини, глубину в камерных произведениях Моцарта.
«Коронные» партии — Амнерис («Аида»), Азучена («Трубадур»); Эболи («Дон Карлос»), Адальжиза («Норма»). Среди других исполненных партий (всего их 117) — Куикли («Фальстаф»), Шарлотта («Вертер»), Орфей («Орфей и Эвридика»), Джейн Сеймур («Анна Болейн»). Своей любимой партией Симионато называла Миньону в опере Тома. Певица не любила записываться в студии, считая такое пение бездушным.
С начала 1960-х администрация «Ла Скала» стала заменять Симионато в некоторых партиях на Фьоренцу Коссотто, которая позиционировалась как её преемница. В 1966 году Симионато покинула большую сцену, однако не оставила музыку, посвятив себя преподавательской деятельности, заниматься которой она продолжала вплоть до последних лет своей жизни. Скончалась 5 мая 2010 года, не дожив до векового юбилея неделю.